# Cine Savoy
El Cine Savoy va ser una sala d'exhibició cinematogràfica ubicada al Passeig de Gràcia (núm. 86) de Barcelona. Va obrir les portes, de la mà de Josep Masana i Fargas a finals del mes de setembre de 1935. Avui en dia, ocupa el seu espai una cadena de botigues d'entrepans.